# Pierre Sainderichin
Pour les articles homonymes, voir Sainderichin.
Pierre Sainderichin, né le 23 mars 1918 à Stockholm (Suède) et mort le 14 avril 2012 à Levallois-Perret,,, est un journaliste français de presse écrite, de radio et de télévision. 

## Biographie
Né à Stockholm d'un père belge et d'une mère française, tous deux venus de Russie, Pierre Sainderichin a fait toutes ses études à Paris, aux lycées Buffon et Condorcet, puis à la Faculté des lettres de Paris. Il est diplômé de l'École des hautes études sociales.
Il débute dans le journalisme dès 1937, à La Tribune des Nations, Paris-Soir Dimanche et dans diverses publications pour la jeunesse.
Il appartient avec son frère jumeau Sven au mouvement des Éclaireurs de France, où il sera chef de troupe et commissaire de province, et pour lequel il est l'auteur du livre Troupe vivante, le manuel du chef de troupe, paru en 1944.
En septembre 1939, il est incorporé, avec son frère Sven, au 95e régiment d'infanterie de Bourges, caserne Carnot. Élève-officier à Saint-Maixent, il participe en juin 1940 à la défense de la Loire aux côtés des Cadets de Saumur.
Résistant pendant la Seconde Guerre mondiale, il est le cofondateur et directeur, avec son frère Sven, de Forces françaises, organe clandestin de l'Armée secrète en Dordogne puis organe officiel des forces françaises du front de l'Atlantique (1943-1944). 
Après la Libération, il participe avec son frère Sven Sainderichin aux émissions de radio de Jean Nohain (1947-1950).
En 1946, il entre au quotidien Sud-Ouest comme rédacteur au service politique de l'agence parisienne, avant d'en devenir le chef des services politiques (1962), puis le chef des services rédactionnels de l'agence parisienne (1969-1974). Parallèlement, il travaille entre autres à Paris-Presse, Les Échos, La République de Toulon, L'Yonne républicaine, Les Dernières Nouvelles d'Alsace, ainsi qu'à l'ORTF comme coproducteur de l'émission Au-delà de l'écran (1964-1968).
En 1974, il rejoint avec Henri Amouroux le quotidien France-Soir, dont il est directeur des services politiques jusqu'en 1985, avant de devenir éditorialiste à La Lettre des médias (1987-1997).
Il fut président de l'Association des journalistes parlementaires de 1969 à 1979. Il est titulaire de la médaille de la Résistance et de la croix du Combattant.

### Vie privée
Marié à la journaliste Ginette Sainderichin, qui a fondé et dirigé le magazine Gap avant d'être rédactrice en chef du Jardin des modes.
Il est notamment le père du scénariste et auteur Guy-Patrick Sainderichin.

## Publications
- 1944 : Troupe vivante. Le manuel de chef de troupe, Dépôt légal 27-11-1947 190 pages.
- 1966 : Histoire secrète d'une élection 5-19 décembre 1965, en collaboration avec Joseph Poli chez Plon.
- 1970 : La Bataille de Bordeaux, en collaboration avec Henri Amouroux chez Fayard[8].
- 1990 : De Gaulle et Le Monde dans la collection La Mémoire du Monde, Paris,  (ISBN 2878990080)[9].

Deux traductions du suédois avec son frère Sven : Katrina (1937) de  Sally Salminen et Tourmente (1938) de Haakon Bugge Mahrt.